# Film 9,5 mm
Le film 9,5 mm est un format de film cinéma d'une largeur de 9,5 mm, lancé par Pathé en 1922.

## Présentation
La particularité de ce format réside dans la présence, entre chaque image, de perforations d’entraînement centrales. Cette géométrie permet ainsi d'utiliser toute la largeur du film présente un avantage évident : une plus grande image. Le matériel 9,5 mm a généralement été de grande qualité et les films tournés dans les années 1920 (et par la suite bien entendu) ont survécu et sont encore tout à fait projetables. De très nombreux appareils de prise de vues et de projections fonctionnent d'ailleurs toujours parfaitement aujourd'hui.

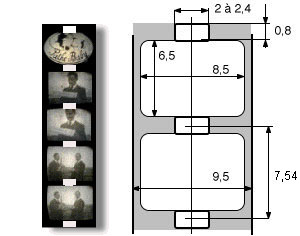
Film à l'échelle 1:1 (1922) et dimensions géométriques d’un film 9.5 mm (en millimètres)

Pour vendre et diffuser une large bibliothèque de films que ses studios avaient tournés, Pathé demanda à la société Continsouza de concevoir un projecteur familial facile à utiliser pour projeter ses films d’édition sur un support économique. C’est ainsi qu’est né le « Pathé-Baby » sous forme d’un petit projecteur à manivelle capable de projeter de courts films de format 9,5 mm contenus dans une cartouche métallique contenant moins d’une dizaine de mètres de pellicule ininflammable. Ces films muets étaient des versions très raccourcies des films d’édition originaux et comportaient, pour les titres, une encoche permettant l’arrêt et la reprise automatique du défilement le temps de la lecture. Juste avant Noël 1922, plusieurs milliers de projecteurs Pathé-Baby furent mis sur le marché avec succès accompagnés d’un catalogue important de 192 titres extraits de la cinémathèque Pathé.
Face au succès et à la demande, une caméra de prise de vue fut également construite par la société Continsouza et mise sur le marché en 1923. Même si cette première caméra était très simple et à manivelle, son chargement se faisait très facilement en plein jour grâce à une cassette métallique préchargée de film. L’ensemble projecteur et caméra ouvrait la voie du cinéma amateur familial.
Rapidement d’autres constructeurs de matériel cinématographique mirent ce format à leur catalogue. Hors de France ce format connut un grand succès dans toute l’Europe et plus particulièrement en Angleterre (où il existe toujours en 2021). Aux États-Unis, la diffusion fut faible car le format 16 mm était un concurrent sérieux jusqu’à la crise de 1929.
Le système des encoches a été abandonné après quelques années, ce qui a permis de construire des projecteurs plus lumineux puisqu'il n'y avait plus d'arrêt sur image.
Le 9,5 s'est vu ajouter le son dans les années 1930. Il existe donc une bonne sélection de films optiques 9,5 sonores en français et en anglais. Sur le marché américain, des films sonores ont été commercialisés avec un système de disques à synchroniser. Les amateurs utilisent, eux une piste sonore magnétique. Il est à noter que quelques rares films d'édition sont également pourvus d'une piste magnétique.
Le format, contrairement à ce que certains pensent, n'a pas disparu : il a fêté ses 90 ans en 2012 et suscite de plus en plus d'intérêt, notamment parce que beaucoup de films ne sont plus disponibles qu'en 9,5 et que les films amateurs tournés dans ce format, de par leur âge et les possibilités financières des premiers cinéastes amateurs (voyages lointains par exemple) présentent un intérêt certain. Une encyclopédie exhaustive des films 9,5 est sortie en 2020 (disponible en France à la Fondation Seydoux, à Paris). Plusieurs clubs existent encore dans le monde (dont le Ciné-Club 9,5 de France qui édite une revue) et il est toujours possible de trouver de la pellicule 9,5 (auprès du Ciné-Club de France) couleur et noir et blanc, le développement se fait soit à Paris, soit au Royaume-Uni. Chaque année, plusieurs festivals 9,5 sont organisés dans plusieurs pays.
Le centenaire du format est fêté dans plusieurs pays (France, Espagne, Royaume-Uni, Suisse, Roumanie, notamment) par des projections, des expositions et des conférences, notamment celles organisées par la Fondation Seydoux-Pathé qui a invité des spécialistes, entre autres, d'Italie, d'Espagne, du Canada, des Etats-Unis, de Taïwan...
Des séances de projections publiques 9,5 sont régulièrement organisées, principalement en France et au Royaume-Uni.
Il est remarquable que les "neuf-cinquistes" se sont montrés ingénieux depuis la création du format : en plus des transformation d'appareils d'autres formats (16 mm et quelques super 8), la redécoupe de pellicule 16 et des bricolages de toutes sortes, certains amateurs ont tourné en cinémascope et même et relief !